# Alcippe brunneicauda
Alcippe brunneicauda е вид птица от семейство Pellorneidae. Видът е почти застрашен от изчезване.

## Разпространение
Разпространен е в Бруней, Индонезия, Малайзия и Тайланд.